# 乙二醇单叔丁醚
乙二醇单叔丁醚（Ethylene glycol mono-tert-butyl ether），别名叔丁基溶纤剂（tert-butyl cellosolve），分子式C6H14O2，它可以添加至汽油中以降低其浊点溫度。

## 制备
由乙二醇与异丁烯在催化下进行反应并经蒸馏、提纯而得。
{\displaystyle \ (CH_{3})_{2}C\!=\!CH_{2}+HOCH_{2}CH_{2}OH\ \xrightarrow {40\!-\!60^{o}C} \ HOCH_{2}CH_{2}OC(CH_{3})_{3}}